# Patrouillenboot 80
De Patrouillenboot 80 klasse (P80) (du: Patrouillenboot 80, fr: Canot Patrouilleur 80, it: Battello Pattugliatore 80) is een klasse van elf patrouilleschepen die in gebruik zijn bij Motorbootkompanie 10, de eenheid van de Zwitserse krijgsmacht die de Zwitserse waterwegen, rivieren en meren bewaakt en beveiligt. De klasse staat ook wel bekend als de Aquarius-klasse. De schepen vervingen tussen 1980 en 1982 de negen schepen uit de Patrouillenboot 41-klasse, en werden op hun beurt tussen 2019 en 2021 vervangen door veertien schepen van de Patrouillenboot 16-klasse.

## Geschiedenis
Omdat Zwitserland een geheel door land omgeven natie is middenin de Alpen, beschikte de Zwitserse krijgsmacht aan het begin van de Tweede Wereldoorlog niet over schepen, maar na het gebruik van watervliegtuigen door de Duitse Wehrmacht bij de invasies van Noorwegen en Nederland in 1940 vorderde het Zwitserse leger op verschillende meren particuliere boten die werden uitgerust met machinegeweren.
Vanaf 1941 werden de eerste geïmproviseerde Kampfboot-, Seetransport- und Seeverbindungs-Detachemente opgericht.
Begin 1942 werden de eerste Patrouillenboot 41’s, die speciaal voor de Zwitserse krijgsmacht ontwikkeld waren, in gebruik genomen. Zo ontstond in 1942/1943 een militaire vloot die werd ingezet op de grenswateren en de meren in het binnenland. De negen Patrouillenboot 41’s waren samen met zo’n 50 gevorderde schepen verdeeld over dertien motorbootdetachementen (du: Motorbootdetachement, fr: Detachement de canots à moteur, it: Distaccamento motoscafi) die waren ingedeeld bij verschillende divisies.
In 1947 werden de dertien motorbootdetachementen samengevoegd in een nieuw opgerichte Motorbootkompanie 1 (Mot Boot Kp 1) (fr: Detachement de canots à moteur 1 (Det canon mot 1), it: Compagnia motoscafi 1 (Cp motoscafi 1) ), bestaande uit dertien pelotons verdeeld over negen meren.
Bij de reorganisatie in 1961 (“Armee 61”) werden de motorbootdetachementen over drie compagnies verdeeld:
- Mot Boot Kp III/47 (Bodenmeer), Genieabteilung 47, Grenzbrigade 7 (Gz Br 7)
- Cp motoscafi V/49 (Lago Maggiore en Meer van Lugano), Genieabteilung 49, Grenzbrigade 1 (Gz Br 1)
- Mot Boot Kp V/50 (Meer van Genève) Genieabteilung 50, Grenzbrigade 9 (Gz Br 9)

Begin jaren ‘80 werden de negen Patrouillenboot 41’s vervangen door 11 Patrouilleboot 80’s.
Bij de reorganisatie in 1995 (“Armeereform 95”) bleven de drie motorbootcompagnies, die inmiddels Mot Boot Kp 15 (Meer van Genève), Mot Boot Kp 43 (Bodenmeer) en Cp motoscafi 96 (Lago Maggiore en Meer van Lugano) heetten, behouden ter ondersteuning van Territorialdivisionen en het Grenzwachtkorps, en om maritieme bewaking, verkenningen (o.a. radarbewaking en het verzamelen van inlichtingen) en scheepscontroles uit te voeren.
Bij de reorganisatie in 2004 (“Armeereform XXI”) werden de drie compagnies samengevoegd tot één: Mot Bootkp 10.
Tussen 2019 en 2021 worden de elf Patrouilleboot 80’s vervangen door veertien Patrouilleboot 16’s.

## Ontwikkeling Patrouillenboot 80
Patrouillenboot 80 werd ontworpen door de ‘Gruppe "Rüstung" der Armee’, de materieeldirectie van het Zwitserse ministerie van Defensie (Eidgenössisches Departement für Verteidigung, Bevölkerungsschutz und Sport) en werd gebouwd door de Zwitserse botenbouwer Müller. De monocoque-romp is gemaakt van glasvezelversterkte kunststof. Het schip heeft opvallende ronde patrijspoorten, een machinegeweer op het voordek en een op het achterdek, Het stuurhuis is voorzien van kogelvrij glas. Ondanks de totale hoogte van 3,40 m heeft de zevenkoppige bemanning weinig ruimte, doordat een graat deel van de ruimte wordt ingenomen door een kaartentafel, kleine kombuis en vijf slaapplekken voor de bemanning.
De bemanning bestaat uit een commandant, stuurman, navigator, radiotelegrafist, twee schutters en een hulpschutter die voor de munitieaanvulling zorgt. De commandant, stuurman en navigator zitten in het stuurhuis naast elkaar.
Aan boord is naast de bemanning ruimte voor elf volledig uitgeruste militairen.
| Motortype            | AQ260 A/280B       |
| Brandstof            | benzine            |
| Motorvermogen        | 260 pk (191,1 kW)  |
| Motorinhoud          | 5,74 L             |
| Cilinders            | V8                 |
| Boring/slag          | 102,0 mm / 88,0 mm |
| Compressieverhouding | 8,5 : 1            |

Het eerste schip werd gebouwd in 1980.
Er werden elf schepen gekocht die genoemd werden naar planeten en sterrenbeelden e.d.
Uitrusting
De schepen zijn voorzien van een Swiss Radar JFS 364 navigatieradar,, radio’s, zoekschijnwerper en gps-apparatuur. Voor bewakingstaken kunnen de schepen worden uitgerust met warmtebeeldapparatuur met geïntegreerde HV-kijker.
Taken
De schepen worden vooral ingezet voor watersurveillance van militaire installaties en ter ondersteuning van operaties van legerduikers. Als ze niet ingezet worden voor militaire taken worden ze uitgeleend voor reddingsoperaties of grenspatrouilles samen met andere overheidsdiensten zoals politie en douane.
De schepen zijn op speciale aanhangwagens over de weg transporteren. Daardoor kan de kleine vloot snel overal ingezet worden.

## Patrouillenboot 80/98
In 1998 werden de schepen gemodificeerd en kregen twee nieuwe Volvo Penta KAD42P-A Z-drive DuoProp dieselmotoren van 230 pk elk. De totale lengte werd daardoor 10,94 m
Daarmee bereiken ze een snelheid van 37 kn (70 km/h) 
 Na modificatie werden de schepen Patrouillenboot 80/98 genoemd.
| Motortype            | KAD42P-A          |
| Aandrijving          | Z-drive DuoProp   |
| Brandstof            | Dieselolie        |
| Motorvermogen        | 230 pk (170 kW)   |
| Motorinhoud          | 3,60 L            |
| Cilinders            | 6                 |
| Boring/slag          | 92,0 mm / 90,0 mm |
| Compressieverhouding | 17,8 : 1          |

## Schepen in de klasse
Alle Zwitserse vaartuigen zijn voorzien van een scheepskentekenplaat (du: Schiffs-Kontrollschilder, fr: plaque d'immatriculation des navires it: targhe d'immatricolazione di navi). De kentekenplaten van een schip moeten aan bakboord en stuurboord worden bevestigd. Voor de militaire vaartuigen zijn er speciale kentekens die beginnen met een M.
| Kenteken | Naam     | Genoemd naar            |
| -------- | -------- | ----------------------- |
| M1011    | Venus    | Venus (planeet)         |
| M1012    | Mars     | Mars (planeet)          |
| M1013    | Saturn   | Saturnus (planeet)      |
| M1014    | Uranus   | Uranus (planeet)        |
| M1015    | Sirius   | Sirius (ster)           |
| M1016    | Orion    | Orion (sterrenbeeld)    |
| M1017    | Perseus  | Perseus (sterrenbeeld)  |
| M1018    | Antares  | Antares (ster)          |
| M1019    | Castor   | Castor (ster)           |
| M1020    | Pollux   | Pollux (ster)           |
| M1021    | Aquarius | Aquarius (sterrenbeeld) |

## Maritieme vlag
De patrouilleboten van de Motorbootkompanie de op binnenwateren patrouilleren, voeren in plaats van de gewone vierkante Zwitserse vlag de rechthoekige (2:3) Zwitserse maritieme vlag, die ook gevoerd wordt door koopvaardijschepen die onder Zwitserse vlag varen.

## Museumexemplaren
Na de uitdienststelling werd Patrouillenboot 80 Venus (M1011) in januari 2021 overgedragen aan het Zwitserse Militär- und Festungsmuseum in Full-Reuenthal.